# انتخابات شوراهای اسلامی شهر و روستا (۱۳۹۲)
چهارمین دوره انتخابات شوراهای اسلامی شهر و روستا همزمان با انتخابات ریاست‌جمهوری یازدهم در ۲۴ خرداد ۱۳۹۲ برگزار شد.
عمر قانونی هر دورهٔ شوراها ۴ سال است؛ ولی در پی تصویب قانونی در مجلس مصوب شد که انتخابات خبرگان با مجلس و انتخابات شوراها با ریاست‌جمهوری ادغام شود انتخابات گذشته در سال ۱۳۸۵ برگزار شد و عمر شوراهای سوم ۷ سال به درازا کشید.
سه دوره گذشته انتخابات شوراها در سال‌های ۱۳۷۷، ۱۳۸۱ و۱۳۸۵ برگزار شده بود.
شروع به کار دوره چهارم شوراهای اسلامی، یک ماه پس از آغاز دوره ریاست جمهوری یازدهم بود.

## تعداد اعضای اصلی و جانشین هر منطقه
شوراها ۱۲۶٬۱۵۳ کرسی دارد که با ۸۱٬۴۳۴ عضو جانشین (علی‌البدل) روی‌هم‌رفته ۲۰۷٬۵۸۷ کرسی می‌شود. البته طبق گزارش وزیر کشور تعداد کل کرسی‌ها را ۱۹۶٬۹۱۷ نفر اعلام کرد.
مدیرکل انتخابات وزارت کشور بااشاره به تغییرات و اصلاح قوانین که در چهارمین دوره انتخابات شوراها اعمال خواهد شد تعداد اعضای اصلی و جانشین (علی‌البدل) شوراها را به شرح زیر اعلام کرد.

### تعداد اعضای اصلی و جانشین در شهرها
| جمعیت شهر                 | تعداد                                    | توضیحات |
| ------------------------- | ---------------------------------------- | ------- |
| زیر ۲۰ هزار نفر           | ۵نفر عضو اصلی و ۲نفر جانشین              |         |
| ۵۰هزارنفر جمعیت           | ۷ نفر عضو اصلی و ۳ نفر جانشین            |         |
| ۱۰۰هزار نفر جمعیت         | ۹نفر عضو اصلی و ۴ نفر جانشین             |         |
| ۲۰۰ هزار نفر جمعیت        | ۱۱ نفر عضو اصلی و ۵ نفر جانشین           |         |
| ۵۰۰ هزار نفر جمعیت        | ۱۳ عضو اصلی و ۶ عضو جانشین               |         |
| یک میلیون نفر جمعیت       | ۱۵ نفر عضو اصلی و ۷ نفر جانشین           |         |
| دو میلیون نفر جمعیت       | ۲۱ نفر عضو اصلی و ۸ نفر جانشین           |         |
| بیش از ۲ میلیون نفر جمعیت | ۲۵ نفر عضو اصلی و ۱۰ نفر جانشین          |         |
| شهر تهران                 | استثنائاً ۳۱ نفر عضو اصلی و ۱۲ نفر جانشین |         |

### تعداد اعضای اصلی و جانشین در روستاها
بر اساس قانون، در تمامی روستاهای بالای ۲۰ خانوار کشور که دارای دست کم ۱۰۰ نفر سکنه باشند، شورای اسلامی روستا تشکیل می‌شود.
| روستا           | تعداد                         | توضیحات |
| --------------- | ----------------------------- | ------- |
| زیر ۱۵۰۰ نفر    | ۳ نفر عضو اصلی و ۵ عضو جانشین |         |
| بیش از ۱۵۰۰ نفر | ۵ عضو اصلی و ۳ عضو جانشین     |         |

## نام‌نویسی
نام‌نویسی نامزدان انتخابات به مدت یک هفته از ۲۶ فروردین تا ۱ اردیبهشت انجام شد.
مصطفی محمدنجار وزیر کشور اظهار کرد: هیئت‌های نظارت از تاریخ ۱۳۹۲/۲/۲۰ تا ۱۳۹۲/۲/۲۶ برای اعلام نظر مهلت دارند و هم‌چنین آن دسته از داوطلبانی که صلاحیتشان تأیید نشده از تاریخ ۱۳۹۲/۲/۲۸ به مدت ۴ روز فرصت دارند تا شکایات خود را اعلام کنند.
سرانجام در ۱۶ خرداد ۱۳۹۲ نام نهایی نامزدان اعلام شد.

### آمار کلی
| استان              | تعداد             | توضیحات |
| ------------------ | ----------------- | ------- |
| آذربایجان شرقی     | ۱۱ هزار و ۴۰۰ نفر |         |
| آذربایجان غربی     | ۱۲ هزار و ۸۹۴ نفر |         |
| اردبیل             | ۵هزار ۸۰۰ نفر     |         |
| البرز              | ۱۹هزار و ۷۲ نفر   |         |
| اصفهان             | ۱۰ هزار و ۱۸۵ نفر |         |
| ایلام              | ۲هزار و ۵۲۴ نفر   |         |
| کرمان              | ۱۴ هزار و ۹۵۸ نفر |         |
| هرمزگان            | ۸ هزار و ۷۳۸ نفر  |         |
| خراسان رضوی        | ۱۷هزارو ۷۴۰ نفر   |         |
| خراسان شمالی       | ۵هزار و ۴۰۵ نفر   |         |
| مرکزی              | ۶هزارو ۶۲نفر      |         |
| همدان              | ۶هزارو ۳۰۰نفر     |         |
| قزوین              | ۴هزار و ۴۸۱ نفر   |         |
| سمنان              | ۲ هزار و ۷۵۱ نفر  |         |
| کردستان            | ۷هزار ۷۲۸نفر      |         |
| لرستان             | ۷هزار ۶۶نفر       |         |
| قم                 | ۱هزار ۳۰۰نفر      |         |
| سیستان و بلوچستان  | ۱۵هزار ۲۵۰نفر     |         |
| فارس               | ۱۶هزار ۴۹۲نفر     |         |
| یزد                | ۳ هزار و ۳۷۸ نفر  |         |
| مازندران           | ۱۰ هزار و ۷۹۰ نفر |         |
| کرمانشاه           | ۸هزار و ۶۳۵ نفر   |         |
| کرمان              | ۱۴ هزار و ۹۵۸ نفر |         |
| بوشهر              | ۳ هزارو ۳۱۴ نفر   |         |
| کهگیلویه وبویراحمد | ۳ هزار و ۴۰۲ نفر  |         |
| زنجان              | ۴ هزار و ۳۰۷ نفر  |         |
| گلستان             | ۸ هزار و ۵۳۴ نفر  |         |
| گیلان              | ۱۵ هزار نفر       |         |
| خوزستان            | ۳هزار و ۹۳۴ نفر   |         |

| سن           | درصد      | توضیحات |
| ------------ | --------- | ------- |
| ۲۵ تا ۳۵     | ۳۹ درصد   |         |
| ۳۶ تا ۴۰     | ۱۸٫۵ درصد |         |
| ۴۱ تا ۴۵     | ۱۴٫۸ درصد |         |
| ۴۶ تا ۵۰     | ۱۰٫۵ درصد |         |
| ۵۱تا ۵۵      | ۷٫۹ درصد  |         |
| ۵۶ تا ۶۰     | ۴٫۷ درصد  |         |
| ۶۱ تا ۶۵     | ۲٫۲ درصد  |         |
| ۶۶ تا ۷۰     | ۱٫۲ درصد  |         |
| بالاتر از ۷۰ | ۱٫۱ درصد  |         |

| تحصیلات    | درصد           | توضیحات |
| ---------- | -------------- | ------- |
| دکتری      | کمتر از ۱ درصد |         |
| فوق لیسانس | نیم درصد       |         |
| لیسانس     | ۶٫۷ درصد       |         |
| حوزوی      | ۲. درصد        |         |
| فوق دیپلم  | ۴ درصد         |         |
| دیپلم      | ۱۶٫۳ درصد      |         |
| متوسطه     | ۳٫۳ درصد       |         |
| راهنمایی   | ۵ درصد         |         |
| ابتدایی    | ۳٫۷درصد        |         |
| سایر       | ۶۱٫۴درصد       |         |

## برگزاری
- براساس پیشبینی‌های انجام شده فرایند اخذ رای انتخابات یازدهمین دوره ریاست‌جمهوری و چهارمین دوره شوراهای اسلامی شهر و روستا در ۱۴ حوزه انتخابیه به صورت تمام الکترونیکی برگزار خواهد شد.[۱۰]
- کاندیداهایی که توسط اعضای هیئت مرکزی نظارت بر انتخابات تأیید صلاحیت شده‌اند از تاریخ ۱۶ خرداد ماه تا ۲۴ ساعت قبل از رای‌گیری(۲۴ خرداد ماه ۱۳۹۲)فرصت تبلیغات دارند[۱۱]

## نتیجه
در هر ۳۱ استان، ۳۰۰ هزار نفر ثبت‌نام کردند که با انصراف تعدادی ۲۵۶٬۶۷۵ تن ماندند.
در مراحل مختلف بررسی صلاحیت‌ها ۲۴۵٬۴۷۰ تن نامزد نهایی شدند.
انتخابات در ۱٬۲۱۳ شهر و ۳۵٬۱۴۴ روستا برگزار شد. البته در برخی روستاها به دلیل به حد نصاب نرسیدن انتخابات برگزار نشد. انتخابات در ۳۰۰–۴۰۰ روستا که جمعیتشان به حدنصاب نرسیده‌بود برگزار نشد.
از مجموع کسانی که در رقابت انتخابات شوراها ثبت‌نام کردند ۱۷۹٬۲۹۲ برگزیده شدند که ۱۷۳٬۲۰۰ تن مرد و ۶٬۰۹۳ تن زن بودند
دورهٔ فعالیت شوراها یک ماه پس از شروع به کار دولت تازه است بنابراین ۱۲ شهریور تاریخ آغاز به کار شوراهای اسلامی دیگر است.
مدرک تحصیلی برگزیدگان چنین است: ۹۷٬۵۷۰ تن خواندن و نوشتن، ۷٬۹۱۳ تن دبستان، ۱۰٬۱۷۰ تن راهنمایی، ۶٬۲۴۲ تن دبیرستان، ۲۸٬۰۰۵ تن دیپلم، ۵٬۸۱۱ تن کاردانی، ۱۷٬۷۴۰ تن کارشناسی، ۲٬۱۶۹ تن کارشناسی ارشد، ۲۵۷ تن دکتری، ۴۱۹ تن حوزوی.

### گرایش‌های سیاسی
لیست منتشر شده خبر آنلاین:
| شهر | شهر    | اصولگرا          | اصلاح‌طلب        | مستقل           |
| --- | ------ | ---------------- | --------------- | --------------- |
|     | تهران  | ۱۸ از ۳۱ (۵۸٪)   | ۱۳ از ۳۱ (۴۲٪)  | ۰ از ۳۱ (۰٪)    |
|     | مشهد   | ۲۴ از ۲۵ (۹۶٪)   | ۰ از ۲۵ (۰٪)    | ۱ از ۲۵ (۴٪)    |
|     | اصفهان | ۱۰ از ۲۱ (۴۸٪)   | ۳ از ۲۱ (۱۴٪)   | ۸ از ۲۱ (۳۸٪)   |
|     | شیراز  | ۱۳ از ۲۱ (۶۲٪)   | ۰ از ۲۱ (۰٪)    | ۸ از ۲۱ (۳۸٪)   |
|     | کرج    | ۶ از ۲۱ (۲۹٪)    | ۰ از ۲۱ (۰٪)    | ۱۵ از ۲۱ (۷۱٪)  |
|     | قم     | ۲۰ از ۲۱ (۹۵٪)   | ۰ از ۲۱ (۰٪)    | ۱ از ۲۱ (۵٪)    |
|     | تبریز  | ۹ از ۲۱ (۴۳٪)    | ۲ از ۲۱ (۱۰٪)   | ۱۰ از ۲۱ (۴۸٪)  |
|     | اراک   | ۱۰ از ۱۵ (۶۷٪)   | ۰ از ۱۵ (۰٪)    | ۵ از ۱۵ (۳۳٪)   |
|     | بوشهر  | ۳ از ۱۱ (۲۷٪)    | ۱ از ۱۱ (۹٪)    | ۷ از ۱۱ (۶۴٪)   |
|     | مجموع  | ۱۱۳ از ۱۸۷ (۶۰٪) | ۱۹ از ۱۸۷ (۱۰٪) | ۵۵ از ۱۸۷ (۲۹٪) |

لیست منتشر شده خبرگزاری فارس:
| شهر | شهر      | اصولگرا          | اصلاح‌طلب        | مستقل            |
| --- | -------- | ---------------- | --------------- | ---------------- |
|     | تهران    | ۱۶ از ۳۱ (۵۲٪)   | ۱۳ از ۳۱ (۴۲٪)  | ۲ از ۳۱ (۶٪)     |
|     | مشهد     | ۲۴ از ۲۵ (۹۶٪)   | ۰ از ۲۵ (۰٪)    | ۱ از ۲۵ (۴٪)     |
|     | تبریز    | ۷ از ۲۱ (۳۳٪)    | ۲ از ۲۱ (۱۰٪)   | ۱۲ از ۲۱ (۵۷٪)   |
|     | اصفهان   | ۱۵ از ۲۱ (۷۱٪)   | ۳ از ۲۱ (۱۴٪)   | ۳ از ۲۱ (۱۴٪)    |
|     | اهواز    | ۱۱ از ۲۱ (۵۲٪)   | ۳ از ۲۱ (۱۴٪)   | ۷ از ۲۱ (۳۳٪)    |
|     | قم       | ۲۰ از ۲۱ (۹۵٪)   | ۰ از ۲۱ (۰٪)    | ۱ از ۲۱ (۵٪)     |
|     | شیراز    | ۱۶ از ۲۱ (۷۶٪)   | ۲ از ۲۱ (۱۰٪)   | ۶ از ۲۱ (۲۹٪)    |
|     | کرج      | ۳ از ۲۱ (۱۴٪)    | ۰ از ۲۱ (۰٪)    | ۱۸ از ۲۱ (۸۶٪)   |
|     | رشت      | ۳ از ۱۵ (۲۰٪)    | ۸ از ۱۵ (۵۳٪)   | ۴ از ۱۵ (۲۷٪)    |
|     | ارومیه   | ۹ از ۱۵ (۶۰٪)    | ۰ از ۱۵ (۰٪)    | ۶ از ۱۵ (۴۰٪)    |
|     | کرمانشاه | ۷ از ۱۵ (۴۷٪)    | ۴ از ۱۵ (۲۷٪)   | ۴ از ۱۵ (۲۷٪)    |
|     | اراک     | ۱۳ از ۱۵ (۸۷٪)   | ۰ از ۱۵ (۰٪)    | ۲ از ۱۵ (۱۳٪)    |
|     | همدان    | ۱۰ از ۱۵ (۶۷٪)   | ۰ از ۱۵ (۰٪)    | ۵ از ۱۵ (۳۳٪)    |
|     | کرمان    | ۹ از ۱۵ (۶۰٪)    | ۳ از ۱۵ (۲۰٪)   | ۳ از ۱۵ (۲۰٪)    |
|     | گرگان    | ۶ از ۱۳ (۴۶٪)    | ۷ از ۱۳ (۵۴٪)   | ۰ از ۱۳ (۰٪)     |
|     | زنجان    | ۶ از ۱۳ (۴۶٪)    | ۲ از ۱۳ (۱۵٪)   | ۵ از ۱۳ (۳۸٪)    |
|     | یزد      | ۲ از ۱۳ (۱۵٪)    | ۸ از ۱۳ (۶۲٪)   | ۳ از ۱۳ (۲۳٪)    |
|     | ساری     | ۷ از ۱۳ (۵۴٪)    | ۳ از ۱۳ (۲۳٪)   | ۳ از ۱۳ (۲۳٪)    |
|     | خرم‌آباد  | ۵ از ۱۳ (۳۸٪)    | ۰ از ۱۳ (۰٪)    | ۸ از ۱۳ (۶۲٪)    |
|     | سنندج    | ۸ از ۱۳ (۶۲٪)    | ۲ از ۱۳ (۱۵٪)   | ۳ از ۱۳ (۲۳٪)    |
|     | بندرعباس | ۹ از ۱۳ (۶۹٪)    | ۰ از ۱۳ (۰٪)    | ۴ از ۱۳ (۳۱٪)    |
|     | اردبیل   | ۶ از ۱۳ (۴۶٪)    | ۰ از ۱۳ (۰٪)    | ۷ از ۱۳ (۵۴٪)    |
|     | قزوین    | ۹ از ۱۳ (۶۹٪)    | ۲ از ۱۳ (۱۵٪)   | ۲ از ۱۳ (۱۵٪)    |
|     | بجنورد   | ۰ از ۱۳ (۰٪)     | ۰ از ۱۳ (۰٪)    | ۱۳ از ۱۳ (۱۰۰٪)  |
|     | سمنان    | ۷ از ۱۱ (۶۴٪)    | ۲ از ۱۱ (۱۸٪)   | ۲ از ۲۱ (۱۰٪)    |
|     | شهرکرد   | ۷ از ۱۱ (۶۴٪)    | ۲ از ۱۱ (۱۸٪)   | ۲ از ۱۱ (۱۸٪)    |
|     | بوشهر    | ۴ از ۱۱ (۳۶٪)    | ۴ از ۱۱ (۳۶٪)   | ۳ از ۱۱ (۲۷٪)    |
|     | ایلام    | ۲ از ۱۱ (۱۸٪)    | ۳ از ۱۱ (۲۷٪)   | ۶ از ۱۱ (۵۵٪)    |
|     | بیرجند   | ۲ از ۱۱ (۱۸٪)    | ۵ از ۱۱ (۴۵٪)   | ۴ از ۱۱ (۳۶٪)    |
|     | یاسوج    | ۰ از ۱۱ (۰٪)     | ۰ از ۱۱ (۰٪)    | ۱۱ از ۱۱ (۱۰۰٪)  |
|     | زاهدان   | ۰ از ۹ (۰٪)      | ۹ از ۹ (۱۰۰٪)   | ۰ از ۹ (۰٪)      |
|     | مجموع    | ۲۴۰ از ۴۷۹ (۵۰٪) | ۸۸ از ۴۷۹ (۱۸٪) | ۱۵۱ از ۴۷۹ (۳۲٪) |

### شورای اسلامی شهر تهران و ری و تجریش[۱۶]
| #                   | کاندیدا                              | لیست            | لیست            | لیست            | لیست            | لیست            | آرا             | درصد            |
| #                   | کاندیدا                              | اصلاح‌طلب        | صدای ملت        | پیشرفت و عدالت  | خط امام         | پایداری         | آرا             | درصد            |
| ↓ ۳۱ نفر اصلی ↓     | ↓ ۳۱ نفر اصلی ↓                      | ↓ ۳۱ نفر اصلی ↓ | ↓ ۳۱ نفر اصلی ↓ | ↓ ۳۱ نفر اصلی ↓ | ↓ ۳۱ نفر اصلی ↓ | ↓ ۳۱ نفر اصلی ↓ | ↓ ۳۱ نفر اصلی ↓ | ↓ ۳۱ نفر اصلی ↓ |
| ------------------- | ------------------------------------ | --------------- | --------------- | --------------- | --------------- | --------------- | --------------- | --------------- |
| ۱                   | مهدی چمران                           |                 |                 | بله             |                 | بله             | ۵۶۶٬۶۱۴         | ۲۵٫۲۶           |
| ۲                   | علیرضا دبیر                          |                 |                 | بله             |                 |                 | ۴۰۰٬۶۷۷         | ۱۷٫۸۶           |
| ۳                   | احمد مسجدجامعی                       | بله             | بله             |                 |                 |                 | ۲۸۱٬۵۴۸         | ۱۲٫۵۵           |
| ۴                   | حسین رضازاده                         |                 |                 |                 |                 | بله             | ۲۷۰٬۳۹۰         | ۱۲٫۰۵           |
| ۵                   | حبیب کاشانی                          |                 |                 | بله             |                 |                 | ۲۶۶٬۵۳۳         | ۱۱٫۸۸           |
| ۶                   | هادی ساعی                            |                 |                 |                 |                 |                 | ۲۶۰٬۴۵۷         | ۱۱٫۶۱           |
| ۷                   | مرتضی طلائی                          |                 |                 | بله             |                 |                 | ۲۴۲٬۳۸۶         | ۱۰٫۸۰           |
| ۸                   | پرویز سروری                          |                 |                 | بله             |                 | بله             | ۱۹۹٬۹۵۶         | ۸٫۹۱            |
| ۹                   | رضا تقی‌پور                           |                 |                 | بله             |                 | بله             | ۱۸۶٬۰۲۰         | ۸٫۹۱            |
| ۱۰                  | الهه راستگو                          | بله             |                 |                 |                 |                 | ۱۷۹٬۹۸۲         | ۸٫۰۲            |
| ۱۱                  | عباس شیبانی                          |                 | بله             | بله             | بله             |                 | ۱۷۳٬۲۷۷         | ۷٫۷۲            |
| ۱۲                  | اسماعیل دوستی                        | بله             | بله             |                 |                 |                 | ۱۵۸٬۷۰۷         | ۷٫۰۷            |
| ۱۳                  | احمد دنیامالی                        | بله             | بله             | بله             |                 |                 | ۱۵۷٬۲۷۷         | ۷٫۰۱            |
| ۱۴                  | محمد سالاری                          | بله             | بله             |                 |                 |                 | ۱۵۵٬۱۳۸         | ۶٫۹۱            |
| ۱۵                  | محمدمهدی تندگویان                    | بله             |                 |                 |                 |                 | ۱۵۴٬۹۲۱         | ۶٫۹۰            |
| ۱۶                  | فاطمه دانشور                         | بله             |                 |                 |                 |                 | ۱۴۴٬۷۹۲         | ۶٫۴۵            |
| ۱۷                  | احمد حکیمی‌پور                        | بله             |                 |                 |                 |                 | ۱۳۷٬۶۹۴         | ۶٫۱۳            |
| ۱۸                  | محمد حقانی                           | بله             |                 |                 |                 |                 | ۱۳۵٬۱۰۰         | ۶٫۰۲            |
| ۱۹                  | مجتبی شاکری                          |                 |                 | بله             |                 | بله             | ۱۳۰٬۲۶۹         | ۵٫۸۰            |
| ۲۰                  | عبدالحسین مختاباد                    | بله             | بله             |                 |                 |                 | ۱۲۹٬۹۶۹         | ۵٫۷۹            |
| ۲۱                  | رحمت‌الله حافظی                       |                 |                 | بله             |                 | بله             | ۱۲۹٬۸۳۲         | ۵٫۷۸            |
| ۲۲                  | ابوالفضل قناعتی                      |                 |                 | بله             |                 | بله             | ۱۲۷٬۶۶۴         | ۵٫۶۹            |
| ۲۳                  | اقبال شاکری                          |                 |                 | بله             |                 | بله             | ۱۲۷٬۵۵۸         | ۵٫۶۸            |
| ۲۴                  | مهدی حجت (Resigned)                  | بله             | بله             | بله             |                 |                 | ۱۳۵٬۱۰۰         | ۵٫۶۷            |
| ۲۵                  | غلامرضا انصاری                       | بله             |                 |                 |                 |                 | ۱۲۶٬۵۰۰         | ۵٫۶۴            |
| ۲۶                  | معصومه آباد                          |                 |                 | بله             |                 |                 | ۱۲۲٬۷۹۰         | ۵٫۴۷            |
| ۲۷                  | عبدالمقیم ناصحی                      |                 |                 | بله             |                 |                 | ۱۱۹٬۸۲۶         | ۵٫۳۴            |
| ۲۸                  | محسن سرخو                            | بله             |                 |                 |                 |                 | ۱۱۸٬۷۴۵         | ۵٫۲۹            |
| ۲۹                  | عباس جدیدی                           |                 |                 |                 |                 |                 | ۱۱۷٬۵۰۳         | ۵٫۲۳            |
| ۳۰                  | محسن پیرهادی                         |                 |                 | بله             |                 |                 | ۱۱۴٬۴۹۵         | ۵٫۱۰            |
| ۳۱                  | محمدمهدی مفتح (Resigned)             |                 | بله             |                 | بله             |                 | ۱۱۴٬۴۳۹         | ۵٫۱۰            |
| ↓ ۱۲ عضو علی‌البدل ↓ |                                      |                 |                 |                 |                 |                 |                 |                 |
| ۳۲                  | مسعود سلطانی‌فر (Resigned)            | بله             |                 |                 |                 |                 | ۱۱۴٬۱۱۸         | ۵٫۰۸            |
| ۳۳                  | ولی‌الله شجاع‌پوریان (Entered council) | بله             |                 |                 |                 |                 | ۱۱۰٬۶۹۶         | ۴٫۹۳            |
| ۳۴                  | علی صابری (Entered council)          | بله             |                 |                 |                 |                 | ۱۰۹٬۴۱۱         | ۴٫۸۷            |
| ۳۵                  | افشین حبیب‌زاده                       | بله             | بله             |                 |                 |                 | ۱۰۸٬۰۵۹         | ۴٫۸۱            |
| ۳۶                  | حسن خلیل‌آبادی                        | بله             |                 |                 |                 |                 | ۱۰۶٬۷۳۱         | ۴٫۷۵            |
| ۳۷                  | زهرا صدراعظم نوری                    | بله             |                 |                 |                 |                 | ۱۰۵٬۸۹۶         | ۴٫۷۲            |
| ۳۸                  | فائزه دولتی میاب                     | بله             |                 |                 |                 |                 | ۱۰۵٬۶۷۵         | ۴٫۷۱            |
| ۳۹                  | عباس میرزاابوطالبی                   | بله             |                 |                 |                 |                 | ۱۰۴٬۵۹۱         | ۴٫۶۶            |
| ۴۰                  | عباس مسجدی آرانی                     |                 |                 |                 |                 | بله             | ۱۰۴٬۲۷۳         | ۴٫۶۴            |
| ۴۱                  | عادل عبدی                            | بله             |                 |                 |                 |                 | ۱۰۴٬۱۷۶         | ۴٫۶۴            |
| ۴۲                  | خسرو دانشجو                          |                 |                 | بله             |                 |                 | ۱۰۳٬۹۴۹         | ۴٫۶۳            |
| ۴۳                  | حسن غفوری‌فرد                         |                 | بله             |                 | بله             |                 | ۱۰۱٬۸۲۲         | ۴٫۵۴            |
| آرا صحیح            | آرا صحیح                             | آرا صحیح        | آرا صحیح        | آرا صحیح        | آرا صحیح        | آرا صحیح        | ۲٬۲۴۲٬۶۶۲       | ۲٬۲۴۲٬۶۶۲       |
| تمامی آرا           | تمامی آرا                            | تمامی آرا       | تمامی آرا       | تمامی آرا       | تمامی آرا       | تمامی آرا       | ۲٬۷۸۶٬۳۵۷       | ۲٬۷۸۶٬۳۵۷       |

## نام شهردار جدید کلان شهرهای ایران دوره چهارم شوراها
- شهرداری تهران: محمدباقر قالیباف
- شهرداری مشهد: سید صولت مرتضوی
- شهرداری اصفهان: مرتضی سقاییان‌نژاد، مهدی جمالی‌نژاد
- شهرداری کرج: علی ترکاشوند
- شهرداری تبریز: صادق نجفی
- شهرداری شیراز: علیرضا پاک‌فطرت
- شهرداری اهواز: سید خلف موسوی
- شهرداری قم: محمد دلبری
- شهرداری کرمانشاه: پیمان قربانی
- شهرداری اورمیه: محمد حضرت‌پور
- شهرداری رشت: محمدابراهیم خلیلی
- شهرداری زاهدان: سید مسلم سیدالحسینی
- شهرداری کرمان: ابوالقاسم سیف‌‌اللهی
- شهرداری اراک: محمدابراهیم عباسی
- شهرداری همدان: امیررضا یوسفیان
- شهرداری یزد: عباسعلی مدیح
- شهرداری اردبیل: صدیف بدری
- شهرداری بندر عباس: عباس امینی‌زاده
- شهرداری اسلامشهر: -
- شهرداری زنجان: محسن امین

## واکنش‌ها
- سید علی خامنه‌ای

سید علی خامنه‌ای رهبری ایران با اشاره به ادغام انتخابات‌ها ضمن بیان اهمیت انتخابات شوراها تأکید کرد که انتخابات ریاست‌جمهوری باعث نشود که انتخابات شوراها از چشم مردم و مسئولان و نخبگان دور بمانَد.
- احمد جنتی

احمد جنتی دبیر شورای نگهبان با انتقاد از تأیید صلاحیت نامزدهای انتخابات شورای اسلامی شهر و روستا تأکید کرد: متأسفانه مسئله نظارت بر صلاحیت اعضای این شوراها نزدیک به صفر است. آیت‌الله جنتی افزود: ما هم‌اکنون در شورای نگهبان ۳۴ سال است که کار می‌کنیم و در سراسر کشور دفتر و ناظر داریم و هم چنین با بانک اطلاعاتی و استعلام از مراکز اطلاعاتی از جمله سپاه پاسداران، ناجا و جاهای دیگر در مورد کاندیدای ریاست جمهوری اظهارنظر می‌کنیم. دبیر شورای نگهبان با بیان این که بیش از چند صد هزار نفر در انتخابات شورای اسلامی شهر و روستا ثبت نام کرده‌اند اظهار داشت: چه کسی می‌تواند صلاحیت نامزدهای انتخابات شوراهای اسلامی شهر و روستا را تأیید کند، آیا مجلس باید از نظر قانونی به این صلاحیت‌ها رسیدگی کند؟ مگر مجلس می‌تواند؟ اهمیت این انتخابات بسیار زیاد است.
- علی لاریجانی

علی لاریجانی رئیس مجلس شورای اسلامی در در سخنانی به اظهارات آیت‌الله جنتی در خطبه‌های نماز جمعه تهران دربارهٔ نحوه نظارت مجلس بر انتخابات شوراهای شهر و روستا و تأیید صلاحیت کاندیداها واکنش نشان داد و گفت: لازم می‌دانم دربارهٔ صحبتی که آیت‌الله جنتی در نماز جمعه فرمودند توضیح عرض کنم. قطعاً ایشان یکی از شخصیت‌های مورد احترام همه هستند ولی نکته‌ای که ایشان فرمودند که نظارت بر مورد انتخابات شوراها صفر است اطلاع درستی نیست. رئیس قوه مقننه خاطر نشان کرد: به محض اینکه زمان مقرر فرا رسید همه نمایندگان روز پنجشنبه و جمعه همه وقت خود را صرف همین امر کردند. لاریجانی افزود: یعنی پنجشنبه مجلس به خاطر همین بحث نظارت درست داشتن بر انتخابات شوراها جلسه علنی نداشت. در واقع تا آنجایی که اطلاع دارم همه نمایندگان که درگیر این موضوع بودند در شهرهای خود و در استان‌ها مشغول رسیدگی به این موضوع بودند و تمام وقت پنجشنبه و جمعه را صرف این مسئله کردند و حتی امروز جلسه علنی با قدری تأخیر آغاز شد؛ به خاطر این که تا آخر شب نمایندگان مشغول این امر بودند و نتوانستند به موقع خود را برسانند
- محمدجواد کولیوند

محمدجواد کولیوند رئیس هیئت مرکزی نظارت بر انتخابات شوراهای اسلامی شهر و روستای کشور، با اشاره به اقدامات هیئت نظارت بر انتخابات در شهرها و استان‌های کشور گفت: در ۱۳۰۱ شهر تعداد اعضای هیئت نظارتمان ۵ نفر بود که چیزی در حدود ۶ هزار نفر می‌شوند. همچنین در حدود ۳۳ هزار روستا -با فرض اینکه بخش‌هایی را که کار نظارت در آن‌ها انجام می‌گیرد یک سوم بگیریم یعنی اینکه ۱۵ هزار بخش وجود دارد- داریم که چیزی نزدیک به ۴۵ هزار نفر در این بخش کار نظارت را انجام می‌دهند.
- حسین طلا

حسین طلا رئیس شورای‌عالی نظارت بر انتخابات شوراهای اسلامی شهر و روستا در حاشیه همایش برگزارکنندگان انتخابات یازدهمین دوره ریاست‌جمهوری و چهارمین دوره انتخابات شهر و روستا اظهار کرد: ما نگرانی دربارهٔ انتخابات شهر و روستا داریم، مبنی بر این‌که شورای شهر و روستا در مورد برنامه‌های اجتماعی، اقتصادی، عمرانی، فرهنگی و آموزشی اظهار نظر می‌کند که در کنار یک انتخابات سیاسی یعنی انتخابات ریاست‌جمهوری برگزار می‌شود و نگرانی ما این است که انتخابات شوراها نیز سیاسی شود.